# جيسيكا غرانت
جيسيكا غرانت (بالإنجليزية: Jessica Grant)‏ (31 مايو 1972)؛ روائية كندية.

## روابط خارجية
- جيسيكا غرانت على موقع ميوزك برينز (الإنجليزية)